# Futbol Club Barcelona 2008-2009
Questa voce raccoglie le informazioni riguardanti il Futbol Club Barcelona nelle competizioni ufficiali della stagione 2008-2009.
Il Barcellona di questa annata è considerato da molti esperti e appassionati come una delle squadre di club più forti di tutti i tempi.

## Stagione
Nella stagione 2008-2009 il Barcellona diede inizio ad una nuova era, sostituendo l'allenatore Frank Rijkaard con Josep Guardiola, ex tecnico delle giovanili del Barça. Nonostante le cessioni illustri di Gianluca Zambrotta, Lilian Thuram, Deco e soprattutto Ronaldinho, la squadra produsse un calcio iperoffensivo, segnando ben 158 gol in 62 partite (record di realizzazioni per l'epoca, poi superato nel 2011-2012). A fine stagione i blaugrana vinsero la Primera División, la Copa del Rey e la Champions League, centrando così la tripletta per la prima volta nella loro storia. 
A fine 2009 riusciranno a centrare anche il sextuple vincendo il Mondiale per Club, la Supercoppa Europea e la Supercoppa di Spagna, diventando così la prima squadra nella storia del calcio a vincere 6 trofei in un anno solare. 

## Maglie e sponsor
| Casa | Trasferta | Terza |

## Rosa
| N. |                      | Ruolo | Calciatore              |
| -- | -------------------- | ----- | ----------------------- |
| 1  | Spagna (bandiera)    | P     | Víctor Valdés           |
| 2  | Uruguay (bandiera)   | D     | Martín Cáceres          |
| 3  | Spagna (bandiera)    | D     | Gerard Piqué            |
| 4  | Messico (bandiera)   | D     | Rafael Márquez          |
| 5  | Spagna (bandiera)    | D     | Carles Puyol (capitano) |
| 6  | Spagna (bandiera)    | C     | Xavi (vice-capitano)    |
| 7  | Islanda (bandiera)   | A     | Eiður Guðjohnsen        |
| 8  | Spagna (bandiera)    | C     | Andrés Iniesta          |
| 9  | Camerun (bandiera)   | A     | Samuel Eto'o            |
| 10 | Argentina (bandiera) | A     | Lionel Messi            |
| 11 | Spagna (bandiera)    | A     | Bojan Krkić             |
| 13 | Spagna (bandiera)    | P     | José Manuel Pinto       |
| 14 | Francia (bandiera)   | A     | Thierry Henry           |
| 15 | Mali (bandiera)      | C     | Seydou Keita            |

| N. |                           | Ruolo | Calciatore       |
| -- | ------------------------- | ----- | ---------------- |
| 16 | Brasile (bandiera)        | D     | Sylvinho         |
| 18 | Argentina (bandiera)      | D     | Gabriel Milito   |
| 20 | Brasile (bandiera)        | D     | Daniel Alves     |
| 21 | Bielorussia (bandiera)    | C     | Aljaksandr Hleb  |
| 22 | Francia (bandiera)        | D     | Éric Abidal      |
| 24 | Costa d'Avorio (bandiera) | C     | Yaya Touré       |
| 25 | Spagna (bandiera)         | P     | Albert Jorquera  |
| 27 | Spagna (bandiera)         | A     | Pedro            |
| 28 | Spagna (bandiera)         | C     | Sergio Busquets  |
| 29 | Spagna (bandiera)         | D     | Víctor Sánchez   |
| 30 | Spagna (bandiera)         | C     | Víctor Vázquez   |
| 35 | Venezuela (bandiera)      | A     | Jeffrén Suárez   |
| 44 | Brasile (bandiera)        | C     | Thiago Alcántara |
| 46 | Spagna (bandiera)         | D     | Marc Muniesa     |

## Calciomercato

### Sessione estiva(dall'1/7 al 31/8)
| Acquisti | Acquisti          | Acquisti       | Acquisti                    |
| R.       | Nome              | da             | Modalità                    |
| -------- | ----------------- | -------------- | --------------------------- |
| C        | Seydou Keita      | Siviglia       | definitivo (14 milioni €)   |
| D        | Gerard Piqué      | Manchester Utd | definitivo (5 milioni €)    |
| P        | José Manuel Pinto | Celta Vigo     | definitivo (0,5 milioni €)  |
| D        | Martín Cáceres    | Villarreal     | definitivo (16.5 milioni €) |
| D        | Dani Alves        | Siviglia       | definitivo (29 milioni)     |
| C        | Alexander Hleb    | Arsenal        | definitivo (11.8 milioni €) |
| C        | Henrique          | Palmeiras      | definitivo (8 milioni €)    |
| C        | Sergio Busquets   | Barcellona B   | definitivo (gratis)         |

| Cessioni | Cessioni           | Cessioni         | Cessioni                   |
| R.       | Nome               | a                | Modalità                   |
| -------- | ------------------ | ---------------- | -------------------------- |
| D        | Edmílson           | Villarreal       | Termine contratto (gratis) |
| D        | Gianluca Zambrotta | Milan            | definitivo (9 milioni €)   |
| A        | Giovani dos Santos | Tottenham        | definitivo (6 milioni €)   |
| D        | Lilian Thuram      |                  | ritirato                   |
| A        | Santiago Ezquerro  | Osasuna          | definitivo (gratis)        |
| C        | Deco               | Chelsea          | definitivo (10 milioni €)  |
| A        | Ronaldinho         | Milan            | definitivo (21 milioni €)  |
| D        | Henrique           | Bayer Leverkusen | prestito (2 milioni €)     |
| D        | Oleguer Presas     | Ajax             | definitivo (3 milioni €)   |
| A        | Marc Crosas        | Celtic           | definitivo (0,5 milioni €) |

### Staff tecnico
- Allenatore:  Josep Guardiola
- Vice-allenatore:  Tito Vilanova
- Tattico:  Aureli Altimira
- Allenatore dei portieri:  Juan Carlos Unzué
- Preparatore atletico:  Paco Seirul·lo
- Fisioterapista:  Lorenzo Buenaventura

## Risultati

### Liga

#### Girone di andata
| Arbitro: | David Fernández Borbalán |

|                 |           |  |
| M. Martínez 12’ | Marcatori |  |

| Arbitro: | Rafael Ramírez Domínguez |

|                  |           |                |
| Messi 70’ (rig.) | Marcatori | 75’ J. Pereira |

| Arbitro: | Carlos Megía Dávila |

|               |           |                                                                    |
| Maldonado 50’ | Marcatori | 27’ Xavi 33’ Eto'o 49’ (aut.) J. García 70’ Iniesta 85’, 89’ Messi |

| Arbitro: | Arturo Daudén Ibáñez |

|                               |           |                          |
| Eto'o 16’, 23’ Guðjohnsen 80’ | Marcatori | 58’ Monzón 66’ José Mari |

| Arbitro: | Luis Medina Cantalejo |

|               |           |                            |
| Corominas 20’ | Marcatori | 76’ Henry 90’ (rig.) Messi |

| Arbitro: | Eduardo Iturralde González |

|                                                            |           |                    |
| Márquez 3’ Eto'o 5’, 18’ Messi 8’ Guðjohnsen 28’ Henry 72’ | Marcatori | 13’ Maxi Rodríguez |

| Arbitro: | Alberto Undiano Mallenco |

|  |           |           |
|  | Marcatori | 63’ Eto'o |

| Arbitro: | Alfonso Pérez Burrull |

|                                             |           |  |
| Eto'o 5’, 20’, 23’ Henry 13’ Dani Alves 13’ | Marcatori |  |

| Arbitro: | Carlos Velasco Carballo |

|          |           |                                            |
| Duda 13’ | Marcatori | 6’, 52’ Xavi 19’ Messi 81’ (aut.) Weligton |

| Barcellona 8 novembre 2008, ore 22:00 CET 10ª giornata                              | Barcellona | 6 – 0 referto | Real Valladolid | Camp Nou (58 276 spett.) |
| \| \| \| \| \| Eto'o 12’, 30’, 43’, 44’ Guðjohnsen 71’ Henry 83’ \| Marcatori \| \| |            |               |                 |                          |
|                                                                                     |            |               |                 |                          |
| Eto'o 12’, 30’, 43’, 44’ Guðjohnsen 71’ Henry 83’                                   | Marcatori  |               |                 |                          |

| Arbitro: | Miguel Ángel Pérez Lasa |

|  |           |                     |
|  | Marcatori | 51’ Messi 85’ Keita |

| Arbitro: | Bernardino González Vázquez |

|           |           |               |
| Keita 71’ | Marcatori | 19’ Del Moral |

| Siviglia 29 novembre 2008, ore 22:00 CET 13ª giornata | Siviglia | 0 – 3 | Barcellona |  |

| Barcellona 6 dicembre 2008, ore 22:00 CET 14ª giornata | Barcellona | 4 – 0 | Valencia |  |

| Barcellona 13 dicembre 2008, ore 22:00 CET 15ª giornata | Barcellona | 2 – 0 | Real Madrid |  |

| Vila-real 21 dicembre 2008, ore 19:00 CET 16ª giornata | Villarreal | 1 – 2 | Barcellona |  |

| Barcellona 3 gennaio 2009, ore 20:00 CET 17ª giornata | Barcellona | 3 – 1 | Maiorca |  |

| Pamplona 11 gennaio 2009, ore 21:00 CET 18ª giornata | Osasuna | 2 – 3 | Barcellona |  |

| Barcellona 17 gennaio 2009, ore 20:00 CET 19ª giornata | Barcellona | 5 – 0 | Deportivo La Coruña |  |

#### Girone di ritorno
| Barcellona 24 gennaio 2009, ore 22:00 CET 20ª giornata | Barcellona | 4 – 1 | Numancia |  |

| Santander 1º febbraio 2009, ore 17:00 CET 21ª giornata | Racing Santander | 1 – 2 | Barcellona |  |

| Barcellona 8 febbraio 2009, ore 19:00 CET 22ª giornata | Barcellona | 3 – 1 | Sporting Gijón |  |

| Siviglia 14 febbraio 2009, ore 20:00 CET 23ª giornata | Betis | 2 – 2 | Barcellona |  |

| Barcellona 21 febbraio 2009, ore 20:00 CET 24ª giornata | Barcellona | 1 – 2 | Espanyol |  |

| Madrid 1º marzo 2009, ore 19:00 CET 25ª giornata | Atlético Madrid | 4 – 3 | Barcellona |  |

| Barcellona 7 marzo 2009, ore 20:00 CET 26ª giornata | Barcellona | 2 – 0 | Athletic Bilbao |  |

| Almería 15 marzo 2009, ore 21:00 CET 27ª giornata | Almería | 0 – 2 | Barcellona |  |

| Barcellona 22 marzo 2009, ore 19:00 CET 28ª giornata | Barcellona | 6 – 0 | Malaga |  |

| Valladolid 4 aprile 2009, ore 20:00 CEST 29ª giornata | Real Valladolid | 0 – 1 | Barcellona |  |

| Barcellona 11 aprile 2009, ore 20:00 CEST 30ª giornata | Barcellona | 2 – 0 | Recreativo Huelva |  |

| Getafe 18 aprile 2009, ore 20:00 CEST 31ª giornata | Getafe | 0 – 1 | Barcellona |  |

| Barcellona 22 aprile 2009, ore 22:00 CEST 32ª giornata | Barcellona | 4 – 0 | Siviglia |  |

| Valencia 25 aprile 2009, ore 22:00 CEST 33ª giornata | Valencia | 2 – 2 | Barcellona |  |

| Madrid 2 maggio 2009, ore 20:00 CEST 34ª giornata | Real Madrid | 2 – 6 | Barcellona |  |

| Barcellona 10 maggio 2009, ore 19:00 CEST 35ª giornata | Barcellona | 3 – 3 | Villarreal |  |

| Palma di Maiorca 17 maggio 2009, ore 19:00 CEST 36ª giornata | Maiorca | 2 – 1 | Barcellona | Stadio de Son Moix (23 142 spett.) |

| Barcellona 23 maggio 2009, ore 21:00 CEST 37ª giornata | Barcellona | 0 – 1 | Osasuna | Camp Nou (77 331 spett.) |

| La Coruña 30 maggio 2009, ore 21:00 CEST 38ª giornata | Deportivo La Coruña | 1 – 1 | Barcellona | Riazor (34 000 spett.) |

### Coppa del Re
| Benidorm 28 ottobre 2008, ore 21:00 CET Sedicesimi di finale – Andata | Benidorm | 0 – 1 | Barcellona |  |

| Barcellona 12 novembre 2008, ore 21:00 CET Sedicesimi di finale – Ritorno | Barcellona | 1 – 0 | Benidorm |  |

| Madrid 6 gennaio 2009, ore 20:00 CET Ottavi di finale – Andata | Atlético Madrid | 1 – 3 | Barcellona |  |

| Barcellona 14 gennaio 2009, ore 22:00 CET Ottavi di finale – Ritorno | Barcellona | 2 – 1 | Atlético Madrid |  |

| Barcellona 21 gennaio 2009, ore 22:00 CET Quarti di finale – Andata | Espanyol | 0 – 0 | Barcellona |  |

| Barcellona 29 gennaio 2009, ore 21:30 CET Quarti di finale – Ritorno | Barcellona | 3 – 2 | Espanyol |  |

| Barcellona 5 febbraio 2009, ore 21:30 CET Semifinale – Andata | Barcellona | 2 – 0 | Maiorca |  |

| Palma di Maiorca 4 marzo 2009, ore 22:00 CET Semifinale – Ritorno | Maiorca | 1 – 1 | Barcellona |  |

| Valencia 13 maggio 2009, ore 22:00 CEST Finale | Athletic Bilbao | 1 – 4 | Barcellona |  |

### UEFA Champions League

#### Turni preliminari
| Arbitro: | Claudio Circhetta |

|                                   |           |  |
| Eto'o 17’, 82’ Xavi 25’ Henry 50’ | Marcatori |  |

| Arbitro: | Ľuboš Micheľ |

|            |           |  |
| Cléber 52’ | Marcatori |  |

#### Fase a gironi
| Arbitro: | Laurent Duhamel |

|                                       |           |           |
| Márquez 21’ Eto'o 60’ (rig.) Xavi 87’ | Marcatori | 72’ Tonel |

| Arbitro: | Howard Webb |

|             |           |                  |
| Ilsinho 45’ | Marcatori | 87’, 90+4’ Messi |

| Arbitro: | Eric Braamhaar |

|  |           |                                               |
|  | Marcatori | 4’ Messi 15’ Busquets 22’, 46’ Bojan 48’ Xavi |

| Arbitro: | Alexandru Tudor |

|           |           |              |
| Messi 62’ | Marcatori | 82’ Derdiyok |

| Arbitro: | Matteo Trefoloni |

|                        |           |                                                                   |
| Veloso 65’ Liédson 66’ | Marcatori | 14’ Henry 17’ Piqué 49’ Messi 67’ (aut.) Caneira 73’ (rig.) Bojan |

| Arbitro: | Mike Riley |

|                           |           |                                  |
| Sylvinho 59’ Busquets 83’ | Marcatori | 31’, 58’ Hladkyi 76’ Fernandinho |

#### Fase a eliminazione diretta
| Arbitro: | Stark |

|            |           |           |
| Juninho 3’ | Marcatori | 67’ Henry |

| Barcellona 11 marzo 2009, ore 20:45 CET Ottavi di finale – Ritorno                                      | Barcellona | 5 – 2                  | Olympique Lione |  |
| \| \| \| \| \| Henry 25’, 27’ Messi 40’ Eto'o 43’ Keita 90+5’ \| Marcatori \| 44’ Makoun 48’ Juninho \| |            |                        |                 |  |
| |            |                        |                 |  |
| Henry 25’, 27’ Messi 40’ Eto'o 43’ Keita 90+5’                                                          | Marcatori  | 44’ Makoun 48’ Juninho |                 |  |

| Arbitro: | Ovrebo |

|                                   |           |  |
| Messi 9’, 32’ Eto'o 12’ Henry 43’ | Marcatori |  |

| Arbitro: | Rosetti |

|            |           |           |
| Ribery 47’ | Marcatori | 73’ Keita |

| Barcellona 28 aprile 2009, ore 20:45 CEST Semifinale – Andata | Barcellona | 0 – 0 | Chelsea | Camp Nou\| Arbitro: \| Stark \| |
| Arbitro:                                                      | Stark      |       |         |                                 |

| Arbitro: | Tom Henning Øvrebø |

|           |           |               |
| Essien 9’ | Marcatori | 90+3’ Iniesta |

| Arbitro: | Massimo Busacca |

|                     |           |  |
| Eto'o 10’ Messi 70’ | Marcatori |  |

## Statistiche

### Statistiche di squadra
| Competizione          | Punti | In casa | In casa | In casa | In casa | In casa | In casa | In trasferta | In trasferta | In trasferta | In trasferta | In trasferta | In trasferta | In campo neutro | In campo neutro | In campo neutro | In campo neutro | In campo neutro | In campo neutro | Totale | Totale | Totale | Totale | Totale | Totale | DR  |
| Competizione          | Punti | G       | V       | N       | P       | Gf      | Gs      | G            | V            | N            | P            | Gf           | Gs           | G               | V               | N               | P               | Gf              | Gs              | G      | V      | N      | P      | Gf     | Gs     | DR  |
| --------------------- | ----- | ------- | ------- | ------- | ------- | ------- | ------- | ------------ | ------------ | ------------ | ------------ | ------------ | ------------ | --------------- | --------------- | --------------- | --------------- | --------------- | --------------- | ------ | ------ | ------ | ------ | ------ | ------ | --- |
| La Liga               | 87    | 19      | 14      | 3       | 2       | 61      | 14      | 19           | 13           | 3            | 3            | 44           | 21           | -               | -               | -               | -               | -               | -               | 38     | 27     | 6      | 5      | 105    | 35     | +70 |
| Coppa Di Spagna       | -     | 4       | 4       |         |         | 8       | 3       | 4            | 2            | 2            |              | 5            | 2            | 1               | 1               |                 |                 | 4               | 1               | 9      | 7      | 2      |        | 17     | 6      | +11 |
| Uefa Champions League | -     | 7       | 4       | 2       | 1       | 19      | 7       | 7            | 3            | 3            | 1            | 12           | 6            | 1               | 1               |                 |                 | 2               | 0               | 15     | 8      | 5      | 2      | 33     | 13     | +14 |
| Totale                |       | 30      | 22      | 5       | 3       | 89      | 24      | 30           | 18           | 8            | 4            | 61           | 29           | 2               | 2               | 0               | 0               | 6               | 1               | 62     | 42     | 13     | 7      | 155    | 54     | +98 |